# 도로로 (만화)
《도로로》(일본어: どろろ)는 1967년 8월 27일부터 1968년 7월 22일까지 「주간 소년 선데이」에서 연재된 일본의 작가 테즈카 오사무가 그린 만화로 태어날 때 48마리의 귀신에게 빼앗긴 몸을 되찾기 위해 여행하는 햐키마루의 이야기를 그리고 있다.

## 개요
만화는 쇼가쿠칸의 소년 만화 잡지 《주간 소년 선데이》에 1967년 8월 27일부터 1968년 7월 22일까지 연재되었으나 미완으로 끝났다. 그러나 애니메이션 방영에 맞추어 1969년 7월부터 10월까지 아키타쇼텐의 만화 잡지 《모험왕》에서 2부가 연재되어 완결되었다. 학산문화사가 2007년 12월 11일에 대한민국에서 한국어판을 발행하였다.
애니메이션은 무시 프로덕션에서 흑백으로 26화까지 제작되었다. 후지TV 계열에서 1969년 4월 6일부터 9월 28일까지 방영되었다. 방영 시간은 일요일 오후 7시 30분부터 8시까지였다. TV 시리즈가 방영되기 전 컬러로 제작된 약13분짜리 파일럿 필름도 있다.
게임은 플레이스테이션 2용으로 세가에서 제작되었으며, YBM시사닷컴이 한국어로 번역하여 2004년 11월 11일에 대한민국에서 발매하였다. 2007년에는 도호가 배급한 동명의 실사 영화가 개봉하였다.
2018년 3월 19일 MAPPA와 테즈카 프로덕션이 공동 제작 TV 애니메이션화를 발표했다. 2019년 1월 7일부터 6월 24일까지 TOKYO MX에서 매주 월요일 22:00부터 방송되었다.

## 줄거리
전국 시대, 다이고 카게미츠는 패권을 손에 쥐기 위해 48명의 요괴에게 아직 태어나지 않은 아기를 바친다. 아기는 48개의 신체 부위를 잃어버린 채 태어났고 강에 버려진다. 시간이 흘러 아이는 햐키마루라 불리는 청년으로 성장한다. 햐키마루는 몸을 빼앗아간 요괴를 없앨 때마다 빼앗긴 신체 부위를 되찾을 수 있다는 것을 알게 된다. 햐키마루는 좀도둑 도로로를 만나 같이 몸을 되찾기 위한 여행을 떠난다.

## 만화

### 일본어판

#### 데즈카 오사무 만화 전집
- 도로로 (데즈카 오사무 만화 전집, (147)) 1권 ISBN 4-06-108747-9
- 도로로 (데즈카 오사무 만화 전집, (148)) 2권 ISBN 4-06-108748-7
- 도로로 (데즈카 오사무 만화 전집, (149)) 3권 ISBN 4-06-108749-5
- 도로로 (데즈카 오사무 만화 전집, (150)) 4권 ISBN 4-06-108750-9

### 한국어판
- 도로로 1권 ISBN 89-258-0621-5
- 도로로 2권 ISBN 89-258-0623-1
- 도로로 3권 ISBN 89-258-0624-X
- 도로로 4권 ISBN 89-258-0625-8

## 같이 보기
- 도로로 (영화) : 2007년 개봉된 실사 영화